# Алатскиви
 Тази статия е за селището в Естония.  За общината вижте Алатскиви (община).  
Алатскиви (на естонски: Alatskivi) е селище в източна Естония, административен център на община Алатскиви в област Тарту.
Намира се на 35 km североизточно от град Тарту и на 4 km западно от брега на Чудско-Псковскота езеро. Основна забележителност е готическият замък, построен в края на 19 век по модела на шотландския замък Балморал. Населението на селището е 437 души (2011).
1. ↑  geoportaal.maaamet.ee //  Естонски съвет по земята.   Посетен на 21 ноември 2020 г.